# Tenecteplase
Tenecteplase é um fármaco trombolítico, usado para tratar infarto do coração.